# Seehorn (Alpes de Berchtesgaden)
Le Seehorn est une montagne culminant à 2 321 mètres d'altitude dans le massif des Alpes de Berchtesgaden, en Autriche.

## Géographie

### Situation
Le Seehorn se situe à l'extrémité orientale de la vallée de la Weißbach et au nord de la vallée du Dießbach. En dessous se trouvent à l'ouest les Seehornsee et Dießbach-Stausee. Sur la crête entre les deux vallées à l'ouest du Seehorn se trouve le Kallbrunnalm, l'un des plus grands pâturages des Alpes de Berchtesgaden.
Le Hochkalter s'élève au nord, le Watzmann au nord-est, le Grosser Hundstod à l'est et le Hocheisspitze au nord-ouest.
Directement au nord, après le Hochwiessattel se trouvent les Großes et Kleines Palfelhorn. Les trois montagnes forment un petit sous-groupe entre le col de Wimbach et le Kühleitenschneid. Du côté autrichien, il y a le Steinernes Meer.

## Ascension
Le Seehorn est un site de randonnée. On peut y accéder depuis la vallée de la Weißbach et le Kallbrunnalm depuis Weißbach bei Lofer, ainsi que depuis le Dießbach-Stausee ou depuis le refuge d'Ingolstadt, d'où part le sentier balisé. Le sentier longe le Wimbachtal jusqu'au Wimbachgrieshütte.